# زواج المثليين في جورجيا الجنوبية وجزر ساندويتش الجنوبية

الاعتراف القانوني بالعلاقات المثلية في أمريكا الجنوبية
زواج المثليين
توفر شكل آخر من أشكال الاعتراف القانوني
لا اعتراف
حظر دستوري على زواج المثليين، عبر تقييد تعريف الزواج في الدستور إلى اتحاد بين رجل وامرأءة فقط
المثلية الجنسية غير قانونية

أصبح زواج المثليين قانونيا في إقليم ما وراء البحار البريطانية جورجيا الجنوبية وجزر ساندويتش الجنوبية منذ عام 2014، بعد أن تم تقنينه في إنجلترا وويلز، على الرغم من أن وزارة الخارجية وشؤون الكومنولث قامت فقط بتحديث موقعها الإلكتروني الخاص بنصيحة السفر لتشمل ملاحظة حوله في يناير 2018. أكدت وزارة الخارجية وشؤون الكومنولث أنه، حتى الآن، لم تحدث أي حفلات زواج المثليين في الإقليم.